# Torino Football Club 2017-2018
Questa voce raccoglie le informazioni riguardanti il Torino Football Club nelle competizioni ufficiali della stagione 2017-2018.

## Stagione
Il Torino apre la stagione 2017-18 con la Coppa Italia, in cui travolge senza difficoltà il Trapani (7-1). Sul versante del campionato i granata rimangono imbattuti sino al sesto turno, quando capitolano per 4-0 nel derby della Mole. Alla sosta di ottobre, la formazione piemontese può comunque vantare l'aggancio al Milan in piena zona europea; il girone di andata vede la formazione conquistare buoni risultati, come il doppio pareggio a San Siro e la vittoria sul campo della Lazio. Nella prima parte del torneo il Toro ottiene gli stessi punti dei rossoneri (25), festeggiando - tra l'altro - la qualificazione per i quarti di finale della Coppa Italia, ottenuta eliminando il Carpi e la Roma. In questo turno la compagine allenata da Siniša Mihajlović è però battuta dai concittadini bianconeri, circostanza che determina l'esonero del serbo a favore di Walter Mazzarri.
A seguito dell'avvicendamento in panchina, la squadra - pur tra risultati contraddittori - conserva sogni di qualificazione europea sino alle ultime giornate, quando il pareggio interno con il Milan determina l'esclusione dalla contesa continentale. Una frenata nelle domeniche conclusive porta poi i granata a classificarsi in nona posizione, con 54 punti nella graduatoria finale.

## Divise e sponsor
Lo sponsor tecnico per la stagione 2017-2018, la decima consecutiva, è Kappa.
Il Torino conferma come sponsor principale il marchio giapponese Suzuki e come secondo sponsor l'azienda di salumi Beretta; inoltre, come terzo sponsor compare il marchio Sport Pesa nel retro della maglia sotto la numerazione. La rivista calcistica britannica FourFourTwo ha classificato la divisa casalinga del Toro al settimo posto tra le 19 uniformi di gara più belle del mondo per la stagione corrente.
| Casa | Trasferta | Terza divisa | Torino-Atalanta |

## Organigramma societario
Dal sito internet della società:
Consiglio di Amministrazione
- Presidente: Urbano Cairo
- Vice Presidente: Giuseppe Cairo
- Consiglieri: Giuseppe Ferrauto, Uberto Fornara, Marco Pompignoli

Direzione generale e organizzativa
- Direttore generale: Antonio Comi
- Direttore operativo: Alberto Barile
- Team Manager: Luca Castellazzi

Area Tecnica
- Direttore sportivo: Gianluca Petrachi

Segreteria
- Segretario Generale: Pantaleo Longo
- Segreteria: Sonia Pierro, Marco Capizzi

Area Comunicazione
- Responsabile Ufficio Stampa: Piero Venera

Area Commerciale
- Direzione Commerciale: Cairo Pubblicità

Area Amministrativa
- Direttore Amministrativo: Luca Boccone

Area Sanitaria
- Responsabile Sanitario: Rodolfo Tavana
- Medico Sociale: Paolo Gola
- Massofisioterapista: Silvio Fortunato
- Fisioterapista: Alessandro Gatta
- Fisioterapista - Osteopata: Massimiliano Greco
- Personal trainer: Tiberio Ancora

Area Stadio Olimpico e Biglietteria
- Responsabile biglietteria e Vice Delegato Sicurezza: Fabio Bernardi
- Addetto biglietteria e Vice Delegato Sicurezza: Dario Mazza
- Delegato per la Sicurezza: Roberto Follis
- RSPP: Natale Zumbo

Magazzino
- Magazzinieri: Luca Finetto, Giuseppe Fioriti, Angelo Ghiron, Marco Pasin, Gianni Piazzolla, Giuseppe Stella, Antonio Vigato.

## Rosa
Rosa e numeri di maglia:
| N. |                      | Ruolo | Calciatore                       |
| -- | -------------------- | ----- | -------------------------------- |
| 1  | Uruguay (bandiera)   | P     | Salvador Ichazo                  |
| 3  | Italia (bandiera)    | D     | Cristian Molinaro                |
| 4  | Italia (bandiera)    | D     | Kevin Bonifazi                   |
| 5  | Italia (bandiera)    | C     | Mirko Valdifiori                 |
| 6  | Ghana (bandiera)     | C     | Afriyie Acquah                   |
| 7  | Italia (bandiera)    | D     | Davide Zappacosta                |
| 8  | Italia (bandiera)    | C     | Daniele Baselli                  |
| 9  | Italia (bandiera)    | A     | Andrea Belotti (capitano)        |
| 10 | Serbia (bandiera)    | A     | Adem Ljajić                      |
| 11 | Senegal (bandiera)   | A     | M'Baye Niang                     |
| 13 | Argentina (bandiera) | D     | Nicolás Burdisso                 |
| 14 | Spagna (bandiera)    | A     | Iago Falque                      |
| 15 | Argentina (bandiera) | D     | Cristian Ansaldi                 |
| 16 | Svezia (bandiera)    | C     | Samuel Gustafson                 |
| 19 | Italia (bandiera)    | A     | Manuel De Luca                   |
| 20 | Italia (bandiera)    | A     | Simone Edera                     |
| 21 | Spagna (bandiera)    | A     | Alejandro Berenguer              |
| 22 | Nigeria (bandiera)   | C     | Joel Obi                         |
| 23 | Italia (bandiera)    | D     | Antonio Barreca                  |
| 24 | Italia (bandiera)    | D     | Emiliano Moretti (vice capitano) |
| 25 | Serbia (bandiera)    | C     | Saša Lukić                       |
| 28 | Italia (bandiera)    | A     | Giuseppe Borello                 |
| 29 | Italia (bandiera)    | D     | Lorenzo De Silvestri             |
| 31 | Argentina (bandiera) | A     | Lucas Boyé                       |

| N. |                           | Ruolo | Calciatore             |
| -- | ------------------------- | ----- | ---------------------- |
| 32 | Serbia (bandiera)         | P     | Vanja Milinković-Savić |
| 33 | Camerun (bandiera)        | D     | Nicolas Nkoulou        |
| 39 | Italia (bandiera)         | P     | Salvatore Sirigu       |
| 50 | Italia (bandiera)         | D     | Leonardo Rivoira       |
| 51 | Croazia (bandiera)        | C     | Karlo Butić            |
| 52 | Italia (bandiera)         | C     | Antonio D'Alena        |
| 53 | Italia (bandiera)         | C     | Enrico Celeghin        |
| 54 | Italia (bandiera)         | A     | Flavio Bianchi         |
| 55 | Italia (bandiera)         | C     | Paolo Matera           |
| 56 | Italia (bandiera)         | D     | Filippo Gilli          |
| 57 | Italia (bandiera)         | A     | Alessandro Iacuaniello |
| 58 | Italia (bandiera)         | A     | Nicola Rauti           |
| 59 | Mali (bandiera)           | D     | Ali Samake             |
| 60 | Italia (bandiera)         | D     | Alessandro Fiordaliso  |
| 61 | Costa d'Avorio (bandiera) | A     | Ben Lhassine Kone      |
| 62 | Italia (bandiera)         | A     | Vincenzo Millico       |
| 63 | Francia (bandiera)        | C     | Michel Adopo           |
| 64 | Ecuador (bandiera)        | D     | Erick Ferigra          |
| 87 | Italia (bandiera)         | D     | Alessandro Buongiorno  |
| 88 | Venezuela (bandiera)      | C     | Tomás Rincón           |
| 97 | Brasile (bandiera)        | D     | Lyanco                 |
| 99 | Nigeria (bandiera)        | A     | Sadiq Umar             |
| 99 | Italia (bandiera)         | P     | Domenico Coppola       |

## Calciomercato

### Sessione estiva(dal 3/7 al 31/8)
| Acquisti         | Acquisti               | Acquisti        | Acquisti                                           |
| R.               | Nome                   | da              | Modalità                                           |
| ---------------- | ---------------------- | --------------- | -------------------------------------------------- |
| P                | Vanja Milinković-Savić | Lechia Danzica  | fine prestito                                      |
| P                | Salvatore Sirigu       | -               | svincolato                                         |
| D                | Cristian Ansaldi       | Inter           | prestito biennale con obbligo di riscatto          |
| D                | Nicolás Burdisso       | -               | svincolato                                         |
| D                | Lyanco                 | San Paolo       | definitivo (6 milioni €) più bonus (3 milioni €)   |
| D                | Nicolas Nkoulou        | Olympique Lione | prestito con diritto di riscatto                   |
| C                | Alejandro Berenguer    | Osasuna         | definitivo (5,5 milioni €) più bonus (1 milione €) |
| C                | Simone Edera           | Parma           | fine prestito                                      |
| C                | Tomás Rincón           | Juventus        | definitivo                                         |
| A                | M'Baye Niang           | Milan           | prestito con obbligo di riscatto                   |
| A                | Sadiq Umar             | Roma            | prestito con diritto di riscatto e controriscatto  |
| Altre operazioni |                        |                 |                                                    |
| R.               | Nome                   | da              | Modalità                                           |
| P                | Salvador Ichazo        | Danubio         | fine prestito                                      |
| P                | Andrea Zaccagno        | Pro Vercelli    | fine prestito                                      |
| P                | Alfred Gomis           | Salernitana     | fine prestito                                      |
| D                | Kevin Bonifazi         | SPAL            | fine prestito                                      |
| C                | Mattia Aramu           | Pro Vercelli    | fine prestito                                      |
| C                | Gennaro Ruggiero       | Palermo         | prestito                                           |
| A                | Vittorio Parigini      | Bari            | fine prestito                                      |

| Cessioni         | Cessioni           | Cessioni        | Cessioni                                          |
| R.               | Nome               | a               | Modalità                                          |
| ---------------- | ------------------ | --------------- | ------------------------------------------------- |
| P                | Joe Hart           | Manchester City | fine prestito                                     |
| P                | Daniele Padelli    | -               | fine contratto                                    |
| D                | Carlão             | APOEL           | prestito con diritto di riscatto                  |
| D                | Leandro Castán     | Roma            | fine prestito                                     |
| D                | Arlind Ajeti       | Crotone         | prestito con diritto di riscatto                  |
| D                | Danilo Avelar      | Amiens          | prestito con diritto di riscatto                  |
| D                | Luca Rossettini    | Genoa           | definitivo                                        |
| D                | Gastón Silva       | Pumas UNAM      | definitivo                                        |
| D                | Davide Zappacosta  | Chelsea         | definitivo                                        |
| C                | Marco Benassi      | Fiorentina      | definitivo                                        |
| C                | Saša Lukić         | Levante         | prestito                                          |
| A                | Juan Iturbe        | Roma            | fine prestito                                     |
| A                | Maxi López         | Udinese         | definitivo                                        |
| Altre operazioni |                    |                 |                                                   |
| R.               | Nome               | a               | Modalità                                          |
| P                | Alfred Gomis       | SPAL            | prestito con obbligo di riscatto                  |
| P                | Tommaso Cucchietti | Reggina         | prestito                                          |
| P                | Andrea Zaccagno    | Pistoiese       | prestito                                          |
| D                | Simone Auriletto   | Reggina         | prestito                                          |
| D                | Lorenzo Carissoni  | Monza           | prestito                                          |
| C                | Filippo Berardi    | Juve Stabia     | prestito                                          |
| A                | Mattia Aramu       | Virtus Entella  | prestito con diritto di riscatto e controriscatto |
| A                | Vittorio Parigini  | Benevento       | prestito con opzione e obbligo di riscatto        |

### Sessione invernale(dal 3/1 al 31/1)
| Acquisti | Acquisti | Acquisti | Acquisti |
| R.       | Nome     | da       | Modalità |
| -------- | -------- | -------- | -------- |

| Cessioni | Cessioni         | Cessioni   | Cessioni                         |
| R.       | Nome             | a          | Modalità                         |
| -------- | ---------------- | ---------- | -------------------------------- |
| C        | Samuel Gustafson | Perugia    | prestito                         |
| A        | Lucas Boyé       | Celta Vigo | prestito con diritto di riscatto |
| A        | Manuel De Luca   | Renate     | prestito                         |
| A        | Umar Sadiq       | Roma       | fine prestito                    |

## Risultati

### Serie A

#### Girone di andata
| Arbitro: | Massa (Imperia) |

|                  |           |            |
| Di Francesco 27’ | Marcatori | 33’ Ljajić |

| Arbitro: | Mazzoleni (Bergamo) |

|                                |           |  |
| Belotti 44’ Ljajić 84’ Obi 88’ | Marcatori |  |

| Arbitro: | Abisso (Palermo) |

|  |           |              |
|  | Marcatori | 90+3’ Falque |

| Arbitro: | Tagliavento (Terni) |

|                         |           |                               |
| Baselli 13’ Belotti 15’ | Marcatori | 1’ D. Zapata 34’ Quagliarella |

| Arbitro: | Rocchi (Firenze) |

|                                |           |                                               |
| de Paul 48’ (rig.) Lasagna 75’ | Marcatori | 9’ Belotti 30’ (aut.) Hallfreðsson 67’ Ljajić |

| Arbitro: | Giacomelli (Trieste) |

|                                              |           |  |
| Dybala 16’, 90+1’ Pjanić 40’ Alex Sandro 57’ | Marcatori |  |

| Arbitro: | Gavillucci (Latina) |

|                      |           |                               |
| Falque 31’ Niang 44’ | Marcatori | 89’ Kean 90+2’ (rig.) Pazzini |

| Arbitro: | Valeri (Roma) |

|                         |           |                               |
| Rohdén 25’ Martella 64’ | Marcatori | 53’ Falque 90+2’ De Silvestri |

| Arbitro: | Damato (Barletta) |

|  |           |             |
|  | Marcatori | 69’ Kolarov |

| Arbitro: | Mariani (Aprilia) |

|                                            |           |  |
| Benassi 29’ Simeone 66’ Babacar 75’ (rig.) | Marcatori |  |

| Arbitro: | Calvarese (Teramo) |

|                    |           |             |
| Falque 40’ Obi 66’ | Marcatori | 30’ Barella |

| Arbitro: | Orsato (Schio) |

|          |           |            |
| Éder 79’ | Marcatori | 59’ Falque |

| Arbitro: | Banti (Livorno) |

|             |           |             |
| Baselli 33’ | Marcatori | 14’ Hetemaj |

| Milano 26 novembre 2017, ore 15:00 CET 14ª giornata | Milan            | 0 – 0 referto | Torino | Stadio Giuseppe Meazza (53.923 spett.)\| Arbitro: \| Irrati (Pistoia) \| |
| Arbitro:                                            | Irrati (Pistoia) |               |        |                                                                          |

| Arbitro: | Tagliavento (Terni) |

|             |           |            |
| Nkoulou 45’ | Marcatori | 54’ Iličič |

| Arbitro: | Giacomelli (Trieste) |

|                  |           |                                    |
| Luis Alberto 69’ | Marcatori | 54’ Berenguer 64’ Rincón 73’ Edera |

| Arbitro: | Mazzoleni (Bergamo) |

|             |           |                                       |
| Belotti 63’ | Marcatori | 4’ Koulibaly 25’ Zieliński 30’ Hamšík |

| Arbitro: | Valeri (Roma) |

|                                  |           |                |
| Viviani 42’ Antenucci 69’ (rig.) | Marcatori | 1’, 10’ Falque |

| Torino 30 dicembre 2017, ore 15:00 CET 19ª giornata | Torino           | 0 – 0 referto | Genoa | Stadio Olimpico Grande Torino (17.039 spett.)\| Arbitro: \| Irrati (Pistoia) \| |
| Arbitro:                                            | Irrati (Pistoia) |               |       |                                                                                 |

#### Girone di ritorno
| Arbitro: | Damato (Barletta) |

|                                       |           |  |
| De Silvestri 38’ Niang 53’ Falque 85’ | Marcatori |  |

| Arbitro: | Fabbri (Ravenna) |

|             |           |         |
| Berardi 54’ | Marcatori | 26’ Obi |

| Arbitro: | Mariani (Aprilia) |

|                             |           |  |
| Falque 3’ Niang 40’ Obi 45’ | Marcatori |  |

| Arbitro: | Rocchi (Firenze) |

|              |           |            |
| Torreira 11’ | Marcatori | 25’ Acquah |

| Arbitro: | Abisso (Palermo) |

|                         |           |  |
| Nkoulou 32’ Belotti 66’ | Marcatori |  |

| Arbitro: | Orsato (Schio) |

|  |           |                 |
|  | Marcatori | 33’ Alex Sandro |

| Arbitro: | Massa (Imperia) |

|                 |           |           |
| Valoti 12’, 77’ | Marcatori | 49’ Niang |

| Arbitro: | Guida (Torre Annunziata) |

|                                  |           |             |
| Belotti 16’, 36’, 68’ Falque 20’ | Marcatori | 90’ Faraoni |

| Arbitro: | Maresca (Napoli) |

|                                           |           |  |
| Manōlas 56’ De Rossi 73’ Pellegrini 90+3’ | Marcatori |  |

| Arbitro: | Gavillucci (Latina) |

|             |           |                                   |
| Belotti 86’ | Marcatori | 59’ Veretout 90+4’ (rig.) Théréau |

| Arbitro: | La Penna (Roma) |

|  |           |                                           |
|  | Marcatori | 61’ Falque 75’ Ljajić 79’ Ansaldi 88’ Obi |

| Arbitro: | Tagliavento (Terni) |

|            |           |  |
| Ljajić 36’ | Marcatori |  |

| Verona 14 aprile 2018, ore 18:00 CEST 32ª giornata | Chievo              | 0 – 0 referto | Torino | Stadio Marcantonio Bentegodi (8.500 spett.)\| Arbitro: \| Di Bello (Brindisi) \| |
| Arbitro:                                           | Di Bello (Brindisi) |               |        |                                                                                  |

| Arbitro: | Maresca (Napoli) |

|                  |           |                |
| De Silvestri 70’ | Marcatori | 9’ Bonaventura |

| Arbitro: | Aureliano (Bologna) |

|                        |           |            |
| Freuler 53’ Gosens 64’ | Marcatori | 56’ Ljajić |

| Arbitro: | Irrati (Pistoia) |

|  |           |                      |
|  | Marcatori | 56’ Milinković-Savić |

| Arbitro: | Doveri (Roma) |

|                        |           |                              |
| Mertens 25’ Hamšík 71’ | Marcatori | 55’ Baselli 83’ De Silvestri |

| Arbitro: | Mariani (Aprilia) |

|                              |           |            |
| Belotti 68’ De Silvestri 87’ | Marcatori | 22’ Grassi |

| Arbitro: | Illuzzi (Molfetta) |

|            |           |                        |
| Pandev 80’ | Marcatori | 30’ Falque 58’ Baselli |

### Coppa Italia

#### Turni eliminatori
| Arbitro: | Pasqua (Tivoli) |

|                                                                                     |           |           |
| Belotti 13’, 40’ Fazio 27’ (aut.) Berenguer 35’ Obi 43’ Falque 68’ De Silvestri 87’ | Marcatori | 18’ Fazio |

| Arbitro: | Illuzzi (Molfetta) |

|                        |           |  |
| Falque 18’ Belotti 32’ | Marcatori |  |

#### Fase finale
| Arbitro: | Calvarese (Teramo) |

|            |           |                            |
| Schick 85’ | Marcatori | 39’ De Silvestri 73’ Edera |

| Arbitro: | Doveri (Roma) |

|                         |           |  |
| Costa 15’ Mandžukić 67’ | Marcatori |  |

## Statistiche
Statistiche aggiornate al 20 maggio 2018.

### Statistiche di squadra
| Competizione | Punti | In casa | In casa | In casa | In casa | In casa | In casa | In trasferta | In trasferta | In trasferta | In trasferta | In trasferta | In trasferta | Totale | Totale | Totale | Totale | Totale | Totale | D.R. |
| Competizione | Punti | G       | V       | N       | P       | Gf      | Gs      | G            | V            | N            | P            | Gf           | Gs           | G      | V      | N      | P      | Gf     | Gs     | D.R. |
| ------------ | ----- | ------- | ------- | ------- | ------- | ------- | ------- | ------------ | ------------ | ------------ | ------------ | ------------ | ------------ | ------ | ------ | ------ | ------ | ------ | ------ | ---- |
| Serie A      | 54    | 19      | 8       | 6       | 5       | 29      | 18      | 19           | 5            | 9            | 5            | 25           | 28           | 38     | 13     | 15     | 10     | 54     | 46     | +8   |
| Coppa Italia | -     | 2       | 2       | 0       | 0       | 9       | 1       | 2            | 1            | 0            | 1            | 2            | 3            | 4      | 3      | 0      | 1      | 11     | 4      | +7   |
| Totale       | -     | 21      | 10      | 6       | 5       | 38      | 19      | 21           | 6            | 9            | 6            | 27           | 31           | 42     | 16     | 15     | 11     | 65     | 50     | +15  |

### Andamento in campionato
| Giornata  | 1 | 2 | 3 | 4 | 5 | 6 | 7 | 8 | 9 | 10 | 11 | 12 | 13 | 14 | 15 | 16 | 17 | 18 | 19 | 20 | 21 | 22 | 23 | 24 | 25 | 26 | 27 | 28 | 29 | 30 | 31 | 32 | 33 | 34 | 35 | 36 | 37 | 38 |
| --------- | - | - | - | - | - | - | - | - | - | -- | -- | -- | -- | -- | -- | -- | -- | -- | -- | -- | -- | -- | -- | -- | -- | -- | -- | -- | -- | -- | -- | -- | -- | -- | -- | -- | -- | -- |
| Luogo     | T | C | T | C | T | T | C | T | C | T  | C  | T  | C  | T  | C  | T  | C  | T  | C  | C  | T  | C  | T  | C  | C  | T  | C  | T  | C  | T  | C  | T  | C  | T  | C  | T  | C  | T  |
| Risultato | N | V | V | N | V | P | N | N | P | P  | V  | N  | N  | N  | N  | V  | P  | N  | N  | V  | N  | V  | N  | V  | P  | P  | V  | P  | P  | V  | V  | N  | N  | P  | P  | N  | V  | V  |
| Posizione | 8 | 6 | 4 | 6 | 5 | 7 | 6 | 8 | 9 | 12 | 7  | 8  | 8  | 10 | 10 | 8  | 9  | 9  | 10 | 8  | 9  | 9  | 9  | 9  | 9  | 9  | 9  | 10 | 10 | 10 | 10 | 10 | 10 | 10 | 10 | 10 | 10 | 9  |

Fonte:  Classifica Serie A 2017/2018 e classifica marcatori, su sport.sky.it, Sky Sport.
Legenda:

Luogo: C = Casa; T = Trasferta. Risultato: V = Vittoria; N = Pareggio; P = Sconfitta.

### Statistiche dei giocatori
Sono indicati in corsivo i calciatori che hanno lasciato la squadra a stagione in corso.
| Giocatore           | Serie A  | Serie A | Serie A     | Serie A    | Coppa Italia | Coppa Italia | Coppa Italia | Coppa Italia | Totale   | Totale | Totale      | Totale     |
| Giocatore           | Presenze | Reti    | Ammonizioni | Espulsioni | Presenze     | Reti         | Ammonizioni  | Espulsioni   | Presenze | Reti   | Ammonizioni | Espulsioni |
| ------------------- | -------- | ------- | ----------- | ---------- | ------------ | ------------ | ------------ | ------------ | -------- | ------ | ----------- | ---------- |
| A. Acquah           | 22       | 1       | 5           | 1          | 4            | 0            | 0            | 0            | 26       | 1      | 5           | 1          |
| C. Ansaldi          | 25       | 1       | 7           | 1          | -            | -            | -            | -            | 25       | 1      | 7           | 1          |
| A. Barreca          | 9        | 0       | 0           | 1          | -            | -            | -            | -            | 9        | 0      | 0           | 1          |
| D. Baselli          | 32       | 4       | 13          | 1          | 2            | 0            | 0            | 0            | 34       | 4      | 13          | 1          |
| A. Belotti          | 32       | 10      | 2           | 0          | 3            | 3            | 0            | 0            | 35       | 13     | 2           | 0          |
| A. Berenguer        | 22       | 1       | 1           | 0          | 3            | 1            | 0            | 0            | 25       | 2      | 1           | 0          |
| K. Bonifazi         | 6        | 0       | 0           | 0          | 1            | 0            | 0            | 0            | 7        | 0      | 0           | 0          |
| L. Boyé             | 11       | 0       | 0           | 0          | 3            | 0            | 0            | 0            | 14       | 0      | 0           | 0          |
| N. Burdisso         | 24       | 0       | 6           | 0          | 1            | 0            | 1            | 0            | 25       | 0      | 7           | 0          |
| M. De Luca          | -        | -       | -           | -          | 1            | 0            | 0            | 0            | 1        | 0      | 0           | 0          |
| L. De Silvestri     | 35       | 5       | 5           | 1          | 4            | 2            | 0            | 0            | 39       | 7      | 5           | 1          |
| S. Edera            | 14       | 1       | 0           | 0          | 3            | 1            | 0            | 0            | 17       | 2      | 0           | 0          |
| I. Falque           | 37       | 12      | 2           | 0          | 3            | 2            | 0            | 0            | 40       | 14     | 2           | 0          |
| S. Gustafson        | 4        | 0       | 0           | 0          | 1            | 0            | 0            | 0            | 5        | 0      | 0           | 0          |
| S. Ichazo           | -        | -       | -           | -          | -            | -            | -            | -            | -        | -      | -           | -          |
| A. Ljajić           | 27       | 6       | 2           | 0          | 1            | 0            | 0            | 0            | 28       | 6      | 2           | 0          |
| S. Lukić            | -        | -       | -           | -          | 1            | 0            | 0            | 0            | 1        | 0      | 0           | 0          |
| Lyanco              | 4        | 0       | 0           | 0          | 2            | 0            | 0            | 0            | 6        | 0      | 0           | 0          |
| V. Milinković-Savić | 1        | -1      | -           | -          | 3            | -3           | 0            | 0            | 4        | -4     | 0           | 0          |
| C. Molinaro         | 20       | 0       | 2           | 0          | 4            | 1            | 0            | 0            | 24       | 1      | 2           | 0          |
| E. Moretti          | 22       | 0       | 6           | 0          | 2            | 0            | 1            | 0            | 24       | 0      | 7           | 0          |
| M. Niang            | 26       | 4       | 5           | 0          | 3            | 0            | 1            | 0            | 29       | 4      | 6           | 0          |
| N. Nkoulou          | 37       | 2       | 4           | 0          | 2            | 0            | 0            | 0            | 39       | 2      | 4           | 0          |
| J. Obi              | 22       | 5       | 3           | 0          | 3            | 1            | 0            | 0            | 25       | 6      | 3           | 0          |
| T. Rincón           | 36       | 1       | 12          | 0          | 2            | 0            | 0            | 0            | 38       | 1      | 12          | 0          |
| S. Sirigu           | 37       | -45     | 2           | 0          | 1            | -1           | 0            | 0            | 38       | -46    | 2           | 0          |
| S. Umar             | 3        | 0       | 0           | 0          | -            | -            | -            | -            | 3        | 0      | 0           | 0          |
| M. Valdifiori       | 13       | 0       | 1           | 0          | 2            | 0            | 0            | 0            | 15       | 0      | 1           | 0          |
| D. Zappacosta       | 2        | 0       | 0           | 0          | 1            | 0            | 0            | 0            | 3        | 0      | 0           | 0          |

## Giovanili

### Piazzamenti
- Primavera:
  - Campionato: Play-off.[25]
  - Coppa Italia: Vincitore.
  - Torneo di Viareggio: Ottavi di finale.
- Berretti:
  - Campionato: Finale.[26]

- Under-17:
  - Campionato: Semifinali.
- Under-16
  - Campionato: 9º girone A
- Under-15:
  - Campionato: Play-off 2º turno